# 基卡普 (伊利諾伊州)
基卡普（英語：Kickapoo）是位於美國伊利諾伊州皮奧里亞縣的一個非建制地區。該地的面積和人口皆未知。

## 地理
基卡普的座標為40°47′24″N 89°45′04″W / 40.79000°N 89.75111°W，而該地的平均海拔高度為202米（即663英尺）。